# Hemerobius rufescens
Hemerobius rufescens is een insect uit de familie van de bruine gaasvliegen (Hemerobiidae), die tot de orde netvleugeligen (Neuroptera) behoort. 
Hemerobius rufescens is voor het eerst wetenschappelijk beschreven door Göszy in 1852.